# رخص المشاع الإبداعي
رخصة المشاع الإبداعي مجموعة من رخص تنظم استخدام حقوق المؤلف بالطرق التي لا يجوز ممارستها من دون موافقة صاحب حق المؤلف، توجد منها عدة تنويعات توضح الحقوق التي يحتفظ بها المؤلف والحقوق التي يتنازل عنها للآخرين، مما ينتج عنه كون «بعض الحقوق محفوظة» عوضا على كون «جميع الحقوق محفوظة». صدرت الرخصة الأولى يوم 16 ديسمبر 2002 عن منظمة المشاع الإبداعي. الرخص حالياً منشورة في إصدارها الرابع منذ نوفمبر 2013.
تتألف تنويعات الرخصة من أربعة عناصر تحكم الاستغلال المسموح به للمصنف موضوع الترخيص:
| النسبة         | النِّسبَة (by)         | يحقّ للمُرخّصِ لهُ نسخ وتوزيع وعرض المصنَّفِ وعمل مصنفات مشتقة منه بشرط ذكر اسم المؤلف الأصلي على النحو الذي يُحدده المؤلف.                    |
| غير التجاري    | غيرُ التجاريّ (nc)    | يحقّ للمُرخّصِ لهُ نسخ وتوزيع وعرض المصنَّفِ وعمل مصنفات مشتقة منه بشرط كون ذلك لغير الأغراض التجارية.                                        |
| بلا اشتقاق     | بلا اشتقاق (nd)     | يحقّ للمُرخّصِ لهُ نسخ وتوزيع وعرض المصنَّفِ في نسخ طبق الأصل ولا يحق له عمل مصنّفات مشتقة منه.                                                |
| الترخيص بالمثل | الترخيص بالمثل (sa) | يحقّ للمُرخّصِ لهُ نسخ وتوزيع وعرض المصنَّفِ وعمل مصنفات مشتقة منه بشرط توزيع النسخ أو المصنّفات المُشتقَّة بذات الرخصة المُرخَّصُ بها المُصنَّفُ الأصلي. |

من توافيق الاشتراطات الأربع السالفة توجد ستُّ تنويعات من الرخصة معتمدة حاليا:
- النسبة (CC-BY)
- النسبة-الترخيص بالمثل (CC-BY-SA)
- -بلا اشتقاق (CC-BY-ND)
- -غير التجاري (CC-BY-NC)
- -غير التجاري-الترخيص بالمثل (CC-BY-NC-SA)
- -غير التجاري-بلا اشتقاق (CC-BY-NC-ND)

و شرط نسبة العمل إلى مؤلفه قاسم مشترك أدنى بين كل تنويعات الرخصة الحالية، كما أنها كلها تسمح بالحق الأساسي في التشارك ونسخ المُصنَّف المُرَخَّص وتداوله للأغراض غير التجارية بلا قيد، كما تعد رخصة المشاع الإبداعي في تنويعاتها المتضمنة شرط الترخيص بالمثل إحدى رخص المشاعية الفكرية

## النِّسبَة
منذ 2004 فإن كل تنويعات رخصة المشاع الإبداعي تشترط نسبة المصنّف إلى مؤلفه الأصلي، وهو ما يستتبع التالي عند استخدام أو نسخ أو توزيع أو عرض المُصنّفِ المُرخَّص:
- ذِكرُ أية إشعارات توضح الملكية الفكرية للمؤلف الأصلي إن وُجدت. فإن كان المصنف يتضمن إشعارات ملكية فكرية وضعها حائز حق الملكية الفكرية الأصلي توجّب نسخها وتضمينها في كل المشتقات المبنية على المصنف المُرخَّص ما أمكن ذلك، وبقدر ما يسمح الوسيط الذي يجري فيه النسخ والتوزيع.
- ذِكرُ اسم المؤلف الأصلي وكنيته ومُعرِّف هويته وما شابه، إن كان المصنف منشورا على الإنترنت، وعندها يُستحسن الربط إلى صفحة المؤلف أو ملفه في خدمة النشر إن كانت موجودة.
- ذِكرُ عنوان المصنّف أو اسمه إن وُجد. وإن كان العمل منشورا على الإنترنت فيُستحسن الربط من عبارة النسبة إلى المصنف الأصلي.
- ذِكرُ رخصة الشماع الإبداعي المرخص بها العمل (اختياري)، وإن كان العمل منشورا على الإنترنت فمن المستحين الربط إلى حُجَّة الرخصة في موقع المشاع الإبداعي
- ذِكرُ إن كان المصنف مشتقا أو مبنيا على مصنّف غيره، فإضافة إلى ما سبق، ينبغي بيان الأعمال المشتق منها المصنف أو التي بني عليها أو على أجزاء منها، والنسبة إلى مؤلفيها الأصليين وغير ذلك مما ذُكر أعلاه. مثال: «هذه ترجمة إلى العربية عن العنوان الأصلي للمؤلف فلان العلاني»؛ أو «هذا عرض يتضمن القطعة الموسيقية المذكورة ألّفها فلان الفلاني وصورا فوتوغرافية صوّرها علان العلاني»، مع الربط إلى مواقعهم وصفحات الأعمال الأصلية إن وُجدت.

المصنفات المرخصة برخصة المشاع الإبداعي تحكمها قوانين الملكية الفكرية، وهو ما يعني جواز انطباقها على كل ما يندرج تحت المصنفات الفكرية، بما فيها: الكتب، والمسرحيات، والأفلام، والموسيقى، والمقالات، والرسوم والصور الفوتوغرافية والمخططات والخرائط والتصميمات، والمدونات، ومواقع الويب، وقواعد البيانات، إلا أن منظمة المشاع الإبداعي لا تشجع على استخدام رخصها للبرمجيات الحاسوبية، إذ توجد رخص حرة تتخصص في معالجة المسائل التقنية المرتبطة بترخيص واستعمال البرمجيات.
كما أن تطبيق رخصة المشاع الإبداعي لا ينتقص من الحقوق التي يكفلها، ولا تفرض اشتراطات تتعارض مع ما يُستثنى من قوانين الملكية الفكرية. كما أن رخص المشاع الإبداعي ليست حصرية ولا قابلة للنقض، فأي مصنف جرى الحصول عليه واستخدامه في وقت كان مُرخّصا فيه برخصة المشاع الإبداعي يحق لمستخدمه مواصلة استخدامه بالشروط التي تضمنّها الترخيص في ذلك الوقت، حتى لو نشره حائز الحق برخصة غيرها لاحقا. وفي حال كون المصنف مرخصا بأكثر من تنويعة من الرخصة فإنه يحقق للمُرخَّصِ له اختيار إحداها وتطبيق شروطها.

## الملك العام
علاوة على أدوات اختيار الرخص ووسم المصنفات المرخصة برخص المشاع الإبداعي توجد منذ 2007 أدوات لإعلان التنازل عن أكبر قدر ممكن من حقوق المؤلف على المصنف وإطلاقه للملك العام هي CC0، كما أصدرت منظمة المشاع الإبداعي منذ 2009 أداة لوسم المصنفات التي في الملك العام سلفا.

## توطين الرُخصة
صيغت رخص المشاع الإبداعي الأولى بناء على النظام القانوني للولايات المتحدة ومفاهيمه القضائية، مما جعلها أحيانا غير متوافقة مع قضاءات غيره وبيئات تشريعية أخرى حول العالم، ولتلافي هذا العوار بدأت منظمة المشاع الإبداعي صيرورة توطين للرخصة للتوافق مع اللغة القانونية والبيئة التشريعية في كل محلية يجري توطين الرخصة فيها انطلاقا من صيغة للرخصة مبنية على لغة الاتفاقات الدولية التي تحكم الملكية الفكرية، هي النسخة غير الموطتة، وتجري صيرورات التوطين بالتعاون مع منظمات وجماعات محلية. كانت الرخصة لأردنية أوّل رخصة تم توطينها عربيا.

## مشروعات تنشر محتوى مُرخّصا برخصة المشاع الإبداعي
- ويكيبيديا محتواها مُرخَّص برخصة النِّسبة-الترخيص بالمثل منذ يونيو 2009
- موسوعة القانون (جوريسبيديا)